# Sello de Corea del Sur
El sello nacional de la República de Corea (en hangul, 대한민국의 국새; romanización revisada, Daehanmingugui guksae; McCune-Reischauer, Taehanmin'gugŭi kuksae) es un sello gubernamental utilizado para fines estatales en Corea del Sur. El sello está tallado con caracteres llamados injang.
Desde finales del siglo XX, el diseño del sello consiste en el nombre oficial de Corea del Sur escrito en hangeul dentro de un cuadrado; a mediados del XX se utilizaron los caracteres chinos en escritura de sello.

## Historia
Tras el establecimiento de Corea del Sur en agosto de 1948, su gobierno adoptó el 5 de mayo de 1949 un nuevo sello estatal, o guksae (en coreano: 국새). Se utiliza en la promulgación de constituciones, la designación de miembros del gabinete y embajadores, la concesión de órdenes nacionales y documentos diplomáticos importantes.
El diseño del sello se ha modificado varias veces a lo largo de los años. La primera versión del sello, utilizada hasta principios de la década de 1960, utilizaba caracteres Hanja 大韓民國之璽, Estaba hecho de plata y rematado con un sapsali para perilla. Más tarde, se cambiaron las letras para utilizar solo caracteres Hangeul y el pomo fue rediseñado como una tortuga. El tercer sello, el pomo, fue diseñado como dos fénix y un hibiscus syriacus, y estaba hecho de oro. El cuarto sello presentaba solo un fénix en el pomo. El quinto sello nuevamente presentaba dos fénix y un hibiscus syriacus en la parte superior.
El sello actual es la quinta versión y fue diseñado en septiembre de 2011, siendo adoptado en octubre de 2011.

## Galería

Primer sello nacional (1949-1962)
Segundo sello nacional (1963-1999)
Tercer sello nacional (1999-2008, 2010-2011)
Cuarto sello nacional (2008-2010)
Quinto sello nacional (desde 2011)

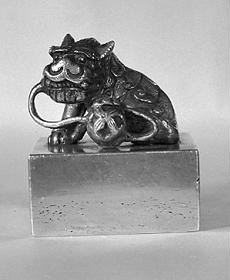
Perilla de sello del primer sello nacional
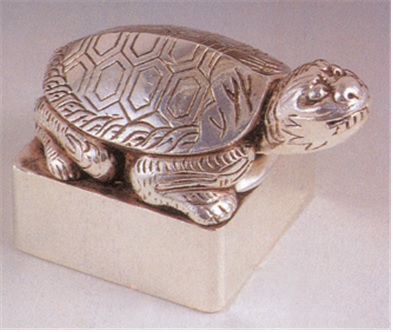
Perilla de sello del segundo sello nacional
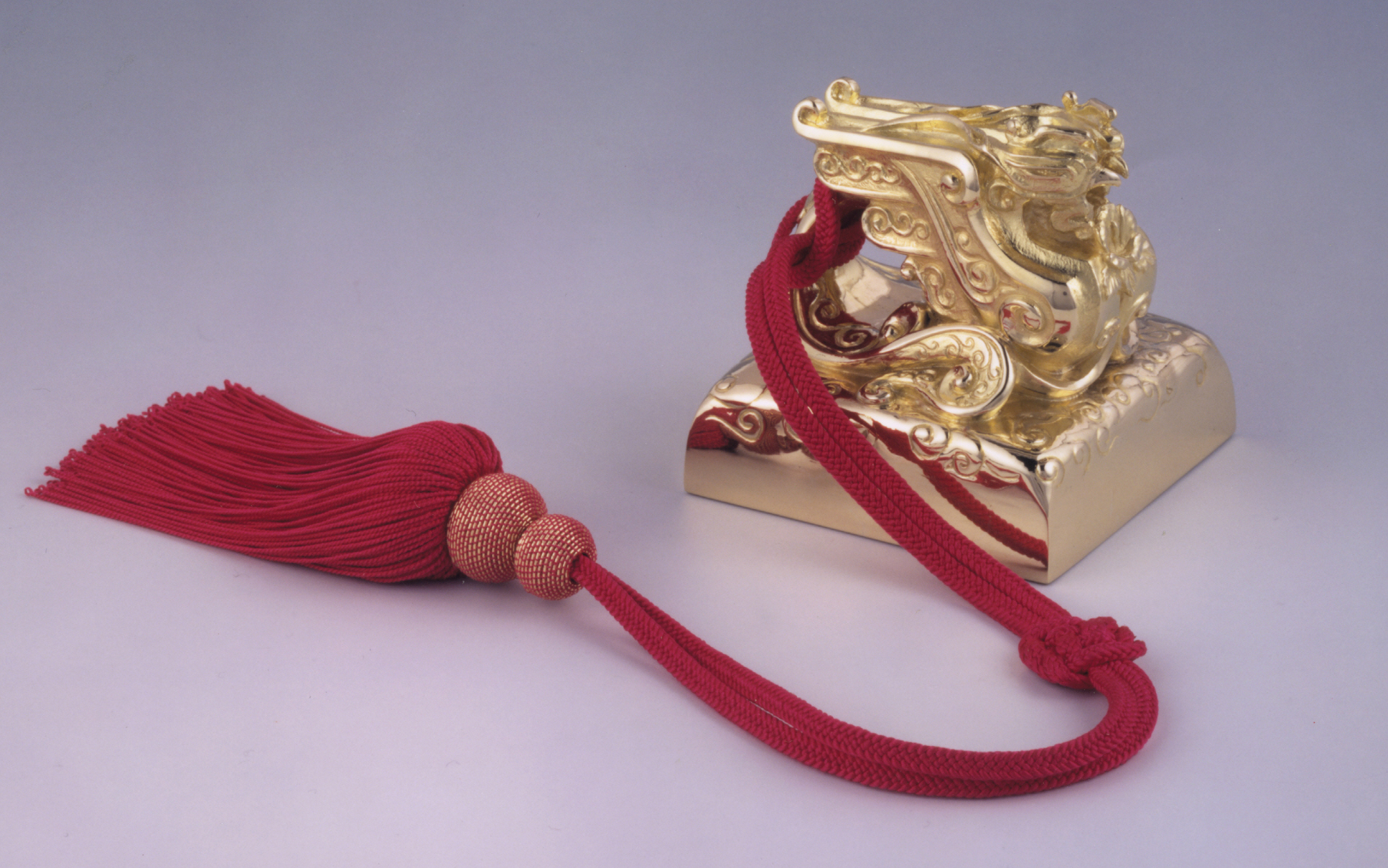
Perilla de sello del tercer sello nacional
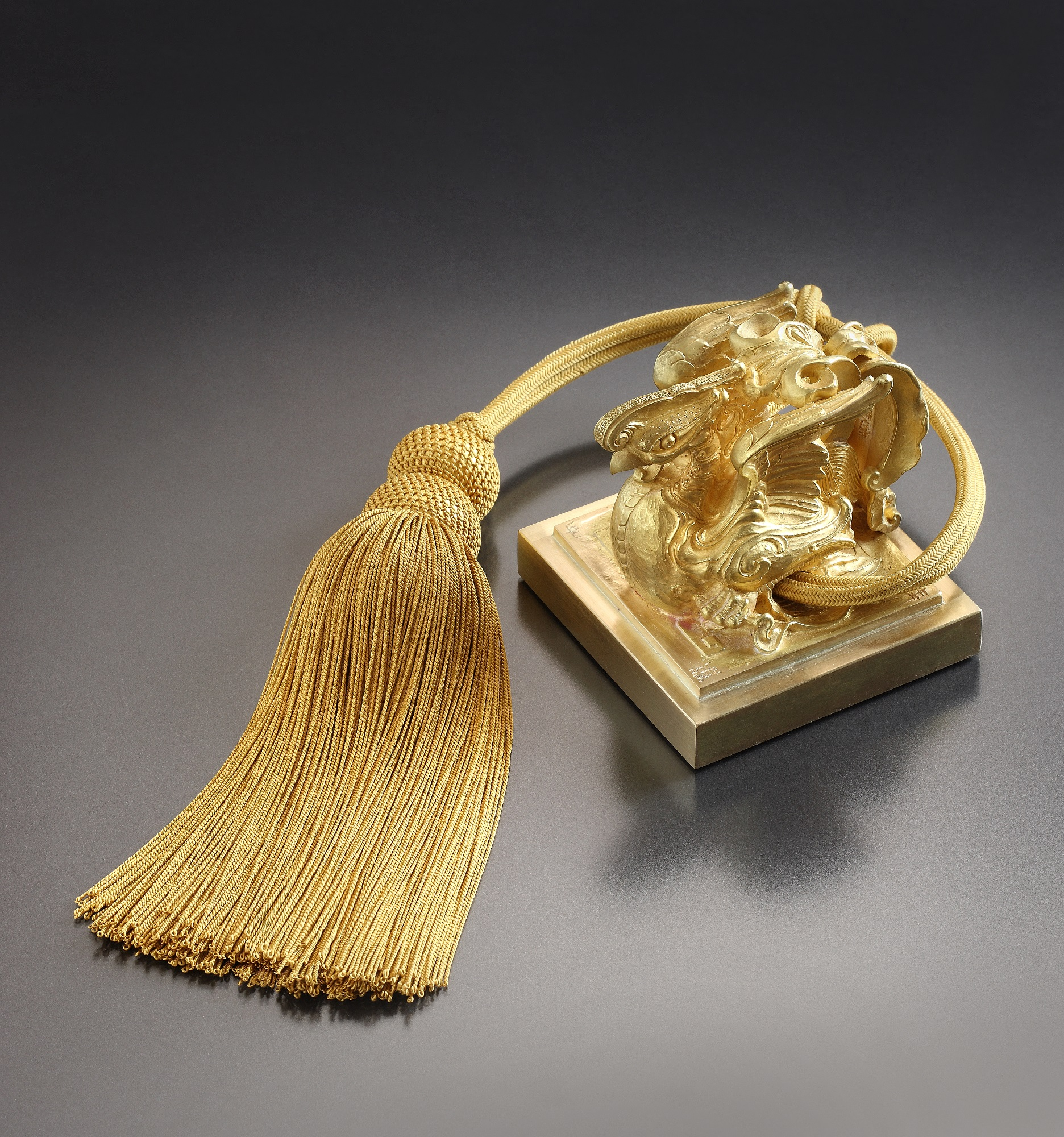
Perilla de sello del cuarto sello nacional
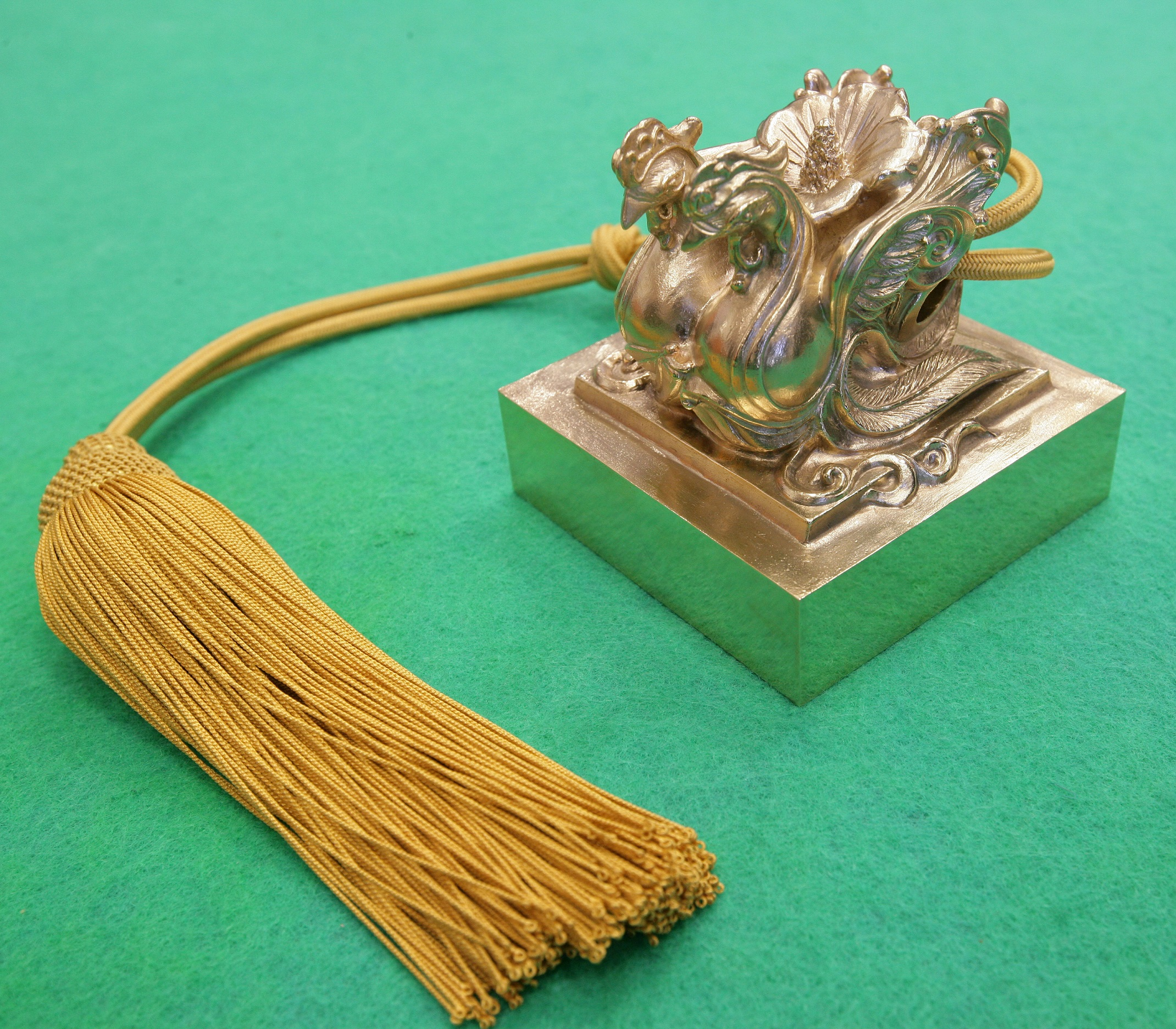
Perilla de sello del quinto sello nacional